# Symplocos chloroleuca
Symplocos chloroleuca är en tvåhjärtbladig växtart som beskrevs av B. Ståhl. Symplocos chloroleuca ingår i släktet Symplocos och familjen Symplocaceae. Inga underarter finns listade i Catalogue of Life.